# Drzewica (gromada)
Drzewica – dawna gromada, czyli najmniejsza jednostka podziału terytorialnego Polskiej Rzeczypospolitej Ludowej w latach 1954–1972.
Gromady, z gromadzkimi radami narodowymi (GRN) jako organami władzy najniższego stopnia na wsi, funkcjonowały od reformy reorganizującej administrację wiejską przeprowadzonej jesienią 1954 do momentu ich zniesienia z dniem 1 stycznia 1973, tym samym wypierając organizację gminną w latach 1954–1972.
Gromadę Drzewica z siedzibą GRN w Drzewicy (wówczas wsi) utworzono – jako jedną z 8759 gromad na obszarze Polski – w powiecie opoczyńskim w woj. kieleckim, na mocy uchwały nr 13g/54 WRN w Kielcach z dnia 29 września 1954. W skład jednostki weszły obszary dotychczasowych gromad Drzewica, Strzyżów i Zakościele ze zniesionej gminy Drzewica oraz parcelacja Kuźnice Drzewickie wraz z wsią Augustów z dotychczasowej gromady Jelnia ze zniesionej gminy Krzczonów w tymże powiecie. Dla gromady ustalono 20 członków gromadzkiej rady narodowej.
31 grudnia 1959 do gromady Drzewica przyłączono wsie Domaszno i Żardki oraz kolonie Domaszno i Żardki ze zniesionej gromady Domaszno.
31 grudnia 1961 do gromady Drzewica przyłączono wsie Jelnia i Brzustowiec, kolonie Jelnia Bankowa i Brzustowiec oraz tereny byłego folwarku Gustawówka ze zniesionej gromady Jelnia.
Gromada przetrwała do końca 1972 roku, czyli do kolejnej reformy gminnej. 1 stycznia 1973 reaktywowano gminę Drzewica.